# Epthianura crocea
El eptianuro amarillo (Epthianura crocea) es una especie de ave paseriforme de la familia Meliphagidae endémica del norte y este de Australia. Anteriormente se clasificaba en la familia Ephthianuridae.